# Bodil Jakobsen
Bodil Jakobsen, dansk orienterare som tog EM-brons i stafett 1964.